# Ranoidea alboguttata
Espèce
Synonymes
- Chiroleptes alboguttatus Günther, 1867
- Chiroleptes albopunctatus Fletcher, 1894
- Cyclorana alboguttata (Günther, 1867)
- Litoria alboguttata (Günther, 1867)
- Dryopsophus alboguttatus (Günther, 1867)

Statut de conservation UICN

 LC  : Préoccupation mineure
Ranoidea alboguttata est une espèce d'amphibiens de la famille des Pelodryadidae.

## Répartition

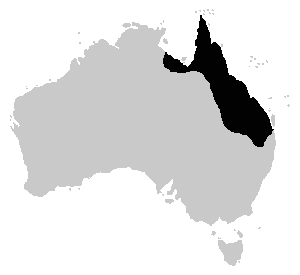
Répartition

Cette espèce est endémique d'Australie. Elle se rencontre dans l'Est et le Nord du Queensland, dans le Nord-Est du Territoire du Nord au sud du golfe de Carpentarie et en Nouvelle-Galles du Sud dans la région Nord autour de Moree ce qui représente 773 000 km2.

## Habitat
Elle vit dans les bois, les prairies et les zones semi-désertiques. On la voit généralement autour des points d'eau temporaires.

## Description
Les mâles mesurent de 54 à 67 mm et les femelles de 61 à 83 mm.

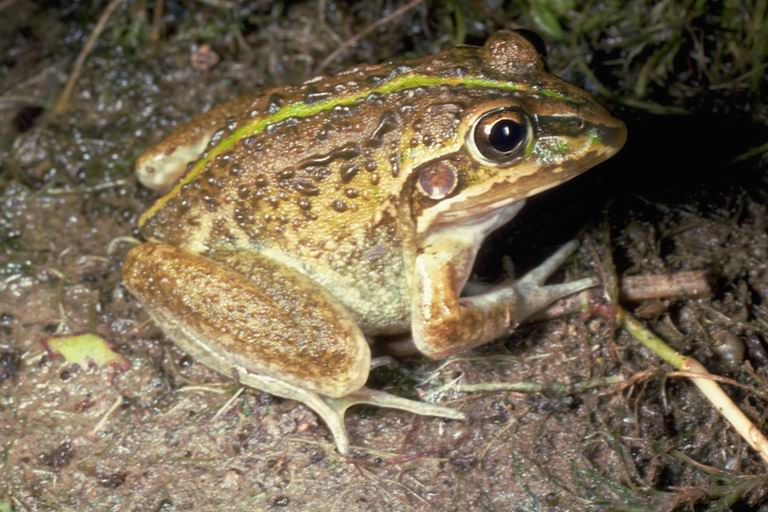
Ranoidea alboguttata

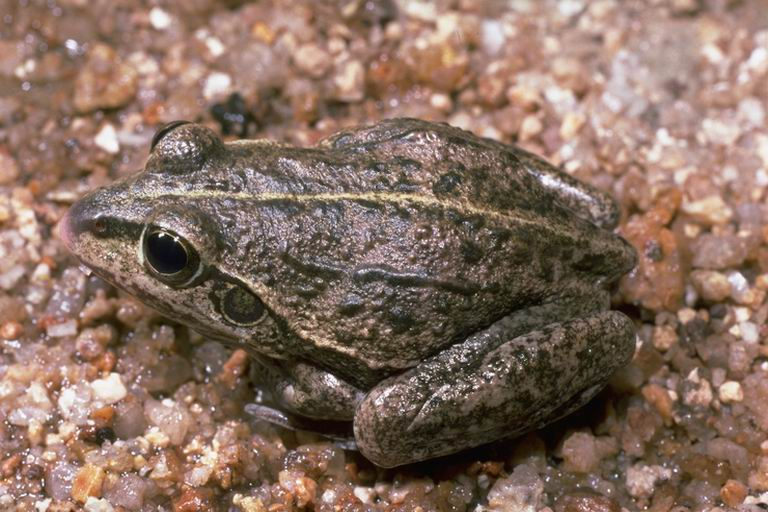
Ranoidea alboguttata

Sa peau est brune, olive et verte au-dessus avec des taches noires. Elle a une bande jaune pâle ou jaune vert en bas du dos, un trait noir partant du bout du museau, passe au niveau des yeux et des tympans avant de descendre sur les côtés où elle est surplombée par un repli de peau. Le dos des cuisses est foncé, presque noir alors que la poitrine et le cou sont blancs avec quelques taches marron. La peau du dos est parsemée de verrues et de crêtes. La peau du ventre est granuleuse alors que celle du cou et de la poitrine sont lisses. Les pattes sont à demi palmées. Les tympans sont bien apparents.

## Éthologie
Les mâles lancent leurs cris depuis le bord des points d'eau. On les entend souvent le jour et on les voit souvent après les fortes pluies d'été. Leur cri est un coassement rapide et les œufs sont laissés en grappe au bord de l'eau. Cette espèce est active de jour comme de nuit.

## Espèce ressemblante
Cette espèce peut être confondue avec Litoria australis mais on peut l'en distinguer par le repli de peau qu'elle porte de chaque côté du dos.

## Galerie

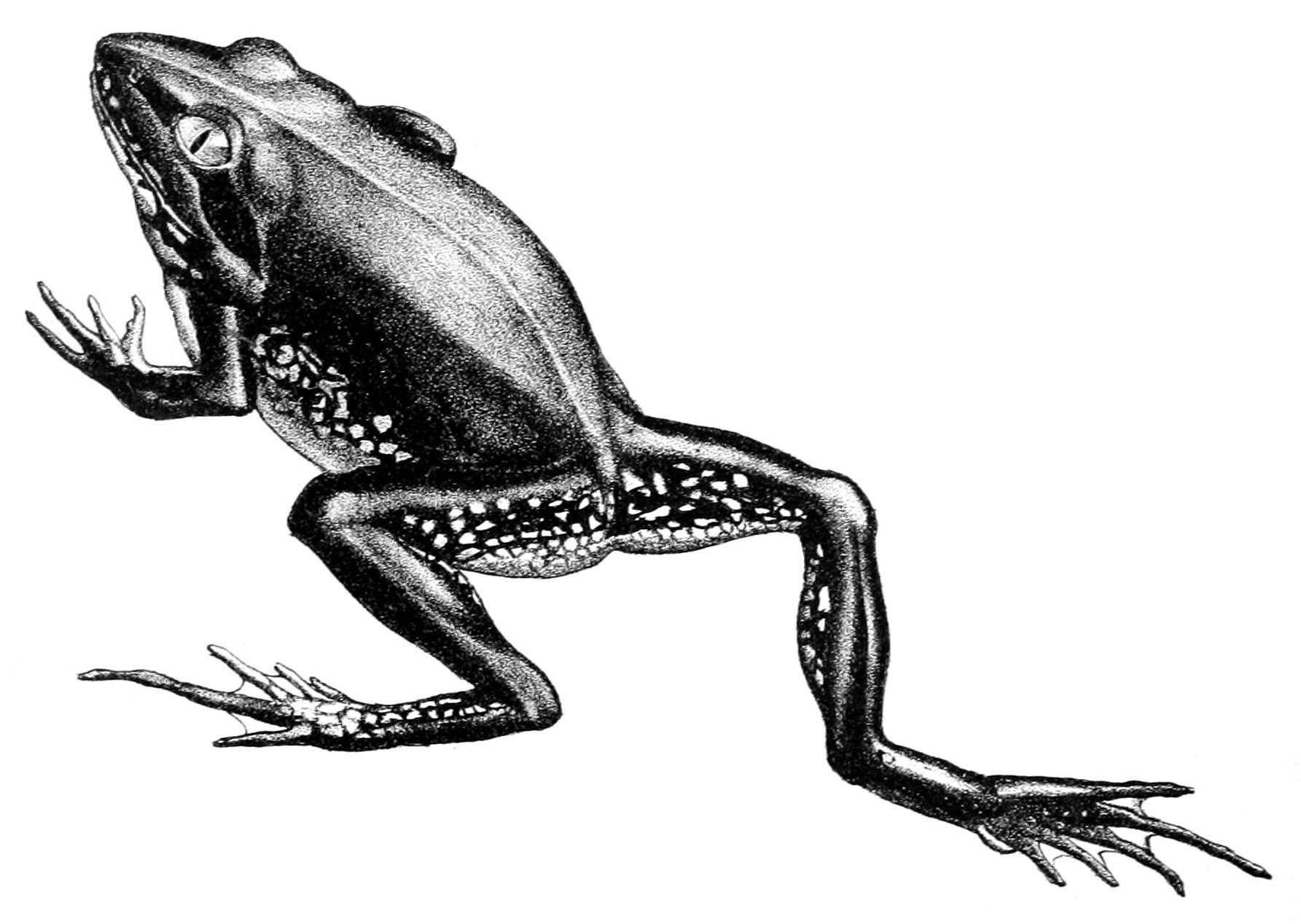
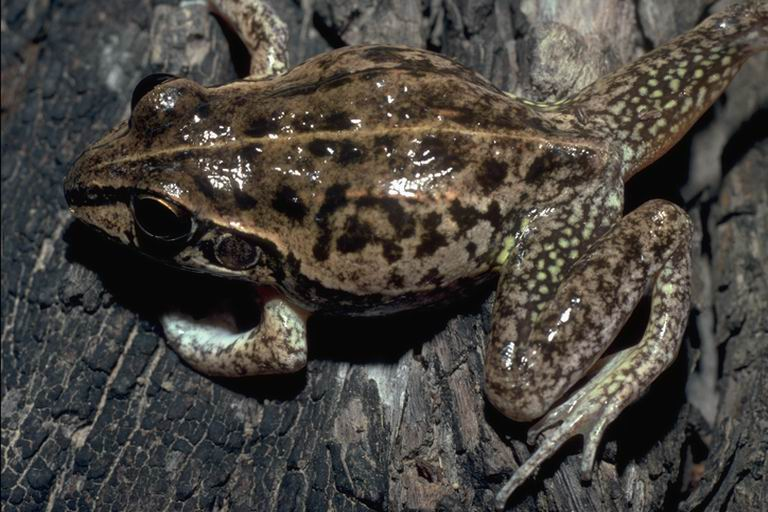
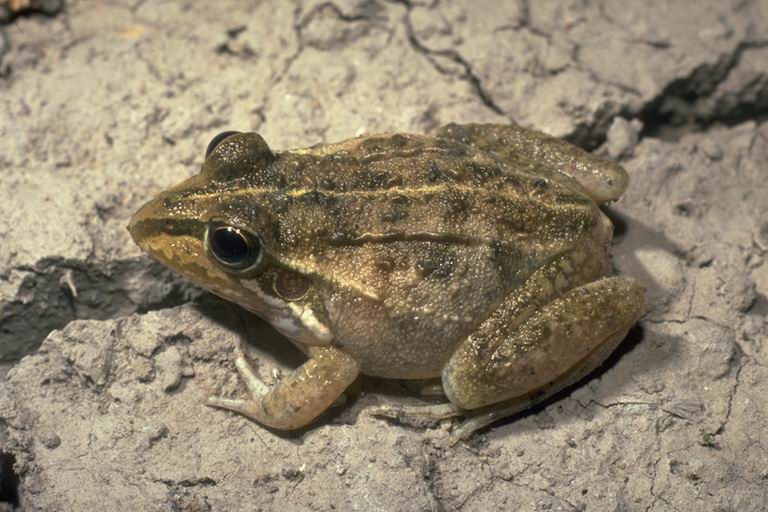
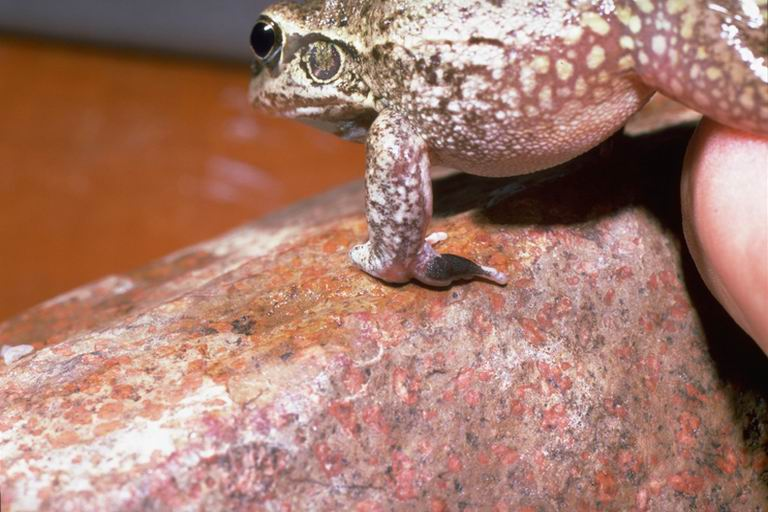
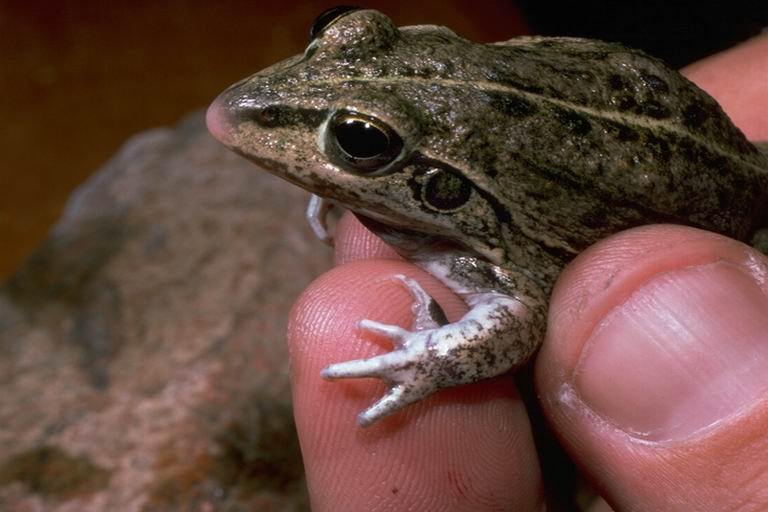
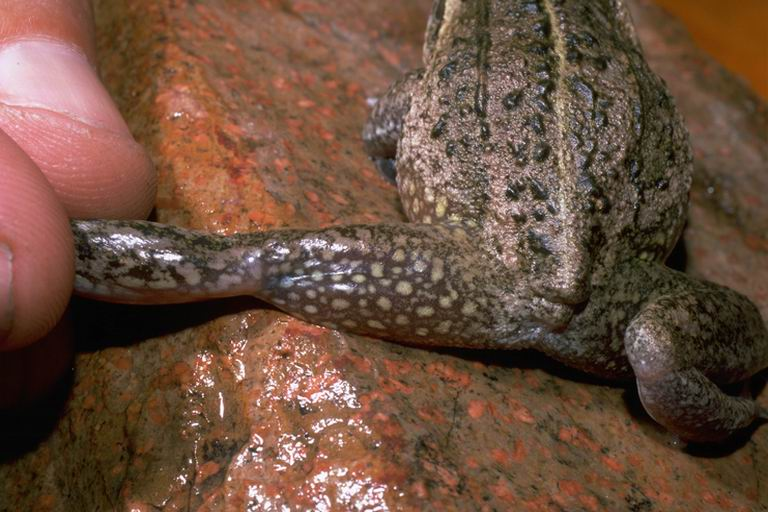

## Publication originale
- Günther, 1867 : Additions to the knowledge of Australian Reptiles and Fishes. Annals and Magazine of Natural History, sér. 3, vol. 20, p. 45-68 (texte intégral).